# Farm Frites-Hartol
Farm Frites - Hartol (UCI-code: FAR) is een voormalige Nederlandse wielerploeg voor vrouwen, die tussen 1999 en 2004 deel uitmaakte van het peloton. Algemeen manager was Michael Zijlaard en sportief directeur was Jean-Paul van Poppel. De ploeg werd gesponsord door aardappelverwerker Farm Frites en bouwbedrijf Hartol.
Kopvrouw van het team was Leontien van Moorsel. Andere bekende rensters die bij de ploeg reden zijn Mirjam Melchers, Suzanne de Goede, Daphny van den Brand, de Zweedse Susanne Ljungskog en de Duitse Hanka Kupfernagel, die in 2001 wereldkampioen veldrijden werd.
Tussen 1996 en 2002 waren er ook wielerploegen bij de heren met dezelfde hoofdsponsor: TVM-Farm Frites (1996-2000) en Domo-Farm Frites (2001-2002).

## Teamleden
| Naam                   | Nationaliteit       | Jaren       |
| ---------------------- | ------------------- | ----------- |
| Leontien van Moorsel   | Nederland           | 1999 - 2004 |
| Andrea Bosman          | Nederland           | 1999 - 2001 |
| Debby Mansveld         | Nederland           | 1999 - 2000 |
| Christine Mos          | Nederland           | 1999        |
| Hester Marieke Kroes   | Nederland           | 1999        |
| Astrid van Tol         | Nederland           | 1999        |
| Sissy van Alebeek      | Nederland           | 1999 - 2004 |
| Anouska van der Zee    | Nederland           | 1999 - 2004 |
| Madeleine Lindberg     | Zweden              | 2000 - 2002 |
| Susanne Ljungskog      | Zweden              | 2000        |
| Jeanette Harder        | Nederland           | 2000        |
| Rikke Sandhøj Olsen    | Denemarken          | 2000        |
| Yvonne Troost-Brunen   | Nederland           | 2000 - 2001 |
| Sharon van Essen       | Nederland           | 2000 - 2001 |
| Esther van der Helm    | Nederland           | 2000 - 2004 |
| Elsbeth van Rooy-Vink  | Nederland           | 2001 - 2004 |
| Margaret Hemsley       | Australië           | 2001        |
| Hanka Kupfernagel      | Duitsland           | 2001        |
| Bertine Spijkerman     | Nederland           | 2001        |
| Daphny van den Brand   | Nederland           | 2001        |
| Arenda Grimberg        | Nederland           | 2002 - 2003 |
| Mirjam Melchers        | Nederland           | 2002 - 2004 |
| Kirsty Nicol Robb      | Nieuw-Zeeland       | 2002        |
| Sonja van Kuik-Pfister | Nederland           | 2002        |
| Suzanne de Goede       | Nederland           | 2003        |
| Sandra Missbach        | Duitsland           | 2003 - 2004 |
| Miho Oki               | Japan               | 2003 - 2004 |
| Christa Pirard         | Nederland           | 2003        |
| Rachel Heal            | Verenigd Koninkrijk | 2004        |
| Yvonne Hijgenaar       | Nederland           | 2004        |
| Sandra Rombouts        | Nederland           | 2004        |
| Adrie Visser           | Nederland           | 2004        |

## Belangrijkste overwinningen
1999
Eindklassement Greenery International, Leontien van Moorsel
2000
 Olympische Spelen, wegrit, Leontien van Moorsel
 Olympische Spelen, tijdrit, Leontien van Moorsel
Eindklassement Trophée d'Or, Leontien van Moorsel
2001
Eindklassement Ster van Zeeland, Leontien van Moorsel
Eindklassement Vuelta Castilla y Leon, Margaret Hemsley
2002
Primavera Rosa, Mirjam Melchers
Amstel Gold Race, Leontien van Moorsel
2003
Werelduurrecord, Leontien van Moorsel
GP Castilla y Leon, Mirjam Melchers
Eindklassement Damesronde van Drenthe, Mirjam Melchers

### Kampioenschappen
1999
 Nederlands kampioen tijdrijden, Leontien van Moorsel
2000
 Nederlands kampioen tijdrijden, Leontien van Moorsel
 Nederlands kampioen op de baan (puntenkoers), Leontien van Moorsel
2001
 Wereldkampioen veldrijden, Hanka Kupfernagel
 Nederlands kampioen veldrijden, Daphny van den Brand
 Nederlands kampioen op de weg, Sissy van Alebeek
 Nederlands kampioen tijdrijden, Leontien van Moorsel
 Nederlands kampioen op de baan (achtervolging), Leontien van Moorsel
 Nederlands kampioen op de baan (puntenkoers), Leontien van Moorsel
2002
 Nederlands kampioen op de weg, Arenda Grimberg
 Nederlands kampioen tijdrijden, Leontien van Moorsel
2003
 Nederlands kampioen op de weg, Suzanne de Goede
 Nederlands kampioen mountainbike, Elsbeth van Rooy-Vink